# Suzuki Fumiya (2002)
Suzuki Fumiya (sinh ngày 1 tháng 1 năm 2002) là một cầu thủ bóng đá người Nhật Bản.

## Sự nghiệp câu lạc bộ
Suzuki Fumiya đã từng chơi cho Vegalta Sendai.